# Adilabad (dystrykt)

Dystrykt Adilabad w stanie Telangana

Adilabad – jeden z dziesięciu dystryktów indyjskiego stanu Telangana, o powierzchni 16 100 km². Populacja tego dystryktu wynosi 2 489 312 osób (2004). Stolicą dystryktu jest Adilabad. 
Do 2 czerwca 2014 r. dystrykt wchodził w skład stanu Andhra Pradesh.

## Położenie
Jest najdalej położonym na północ dystryktem tego stanu. Graniczy tam od zachodu, północy i wschodu ze stanem Maharashtra. Na południu granica z dystryktami Nizamabad i Karimnagar przebiega na rzece Godavari.